# Jacques Senard

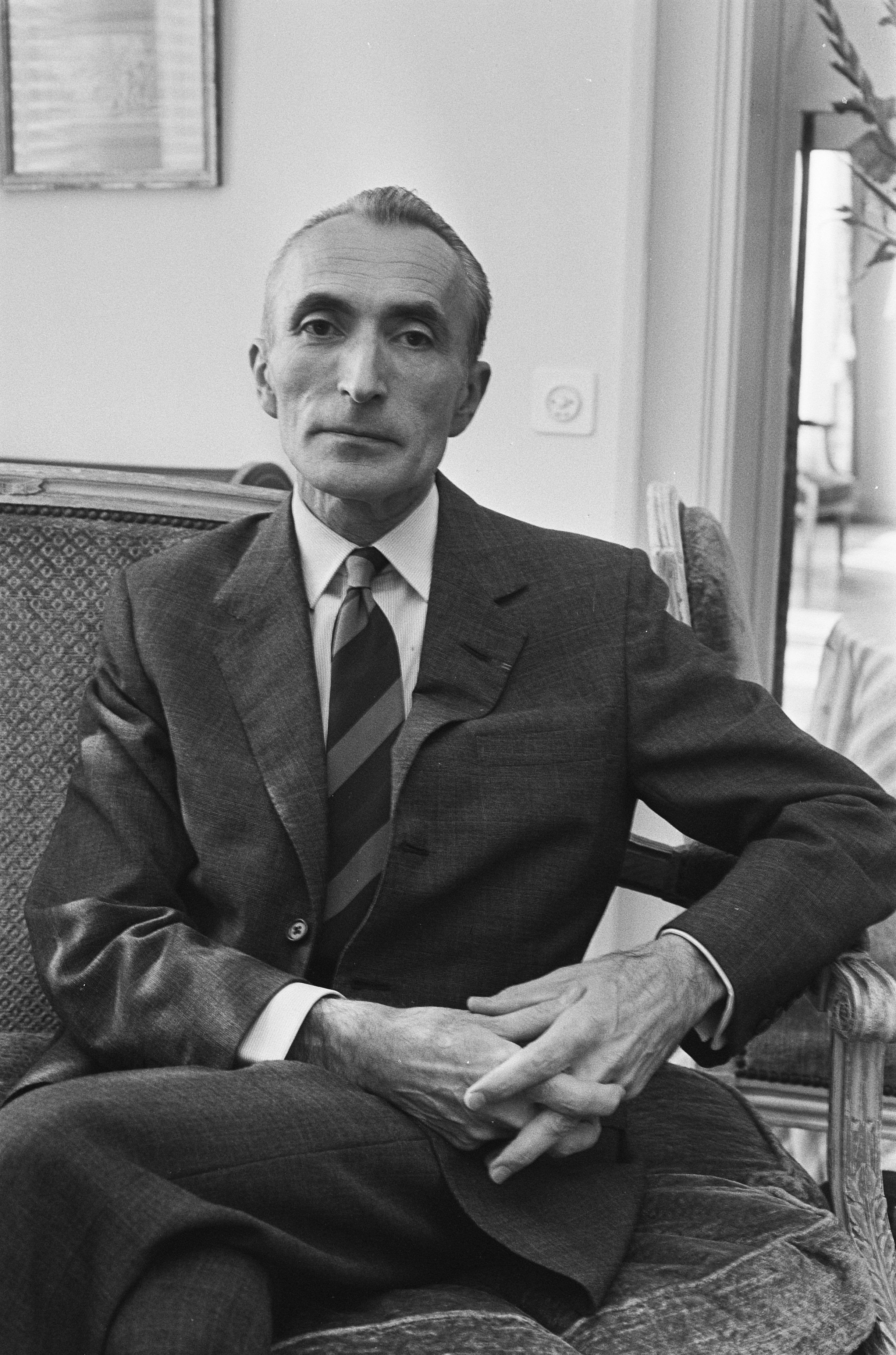
Jacques Senard (1974)

Jacques Senard (Corgoloin, 21 november 1919 – Arles, 22 september 2020) was een Frans diplomaat. Als ambassadeur in Den Haag in 1974 was hij een van de gegijzelden bij de Gijzelingsactie in de Franse ambassade.

## Loopbaan
Jacques Senards loopbaan bij het Franse ministerie van buitenlandse zaken begon in 1947. Hij vervulde er in de loop der jaren diverse functies. Hij was onder meer hoofd van de afdelingen Europa (1956-1961 en 1964-1965) en de NAVO (1961-1964), was gestationeerd te Caïro als first counsellor (1965-1967). Hij was hoofd van de afdeling protocol in 1969-1972 tijdens het presidentschap van Georges Pompidou. Daarna was hij in 1972-1976 gestationeerd als ambassadeur te Den Haag.
Op 13 september 1974 werd hij in de kanselarij van de ambassade te Den Haag, samen met tien andere personeelsleden, slachtoffer van een politieke gijzelingsactie door drie Japanners, waarvan de coördinatie in 1979 achteraf zou worden geclaimd door Carlos de Jakhals. De gijzeling duurde vijf dagen, waaronder zestig uur zonder eten of drinken.
Na zijn stationering in Den Haag werd hij benoemd tot ambassadeur van te Caïro en als inspecteur-generaal van Buitenlandse Zaken (1979-1981). Na februari 1981 was hij enkele maanden ambassadeur te Rome en van november 1981 tot november 1984 fungeerde hij als diplomatieke adviseur van de Franse regering.
Hij overleed in 2020 op 100-jarige leeftijd.